# Tump
Tump est une ville du district de Kech dans la province du Balouchistan au Pakistan.
Sa population était de 48 766 habitants en 2017.
Le site de Shahi-Tump a fait l'objet de fouilles archéologiques.